# Дилатация и кюретаж

Рисунок иллюстрирующий процесс выскабливания. Инструменты: кюретка, ложкообразное зеркало, наконечник вакуум-отсоса для удаления выделений

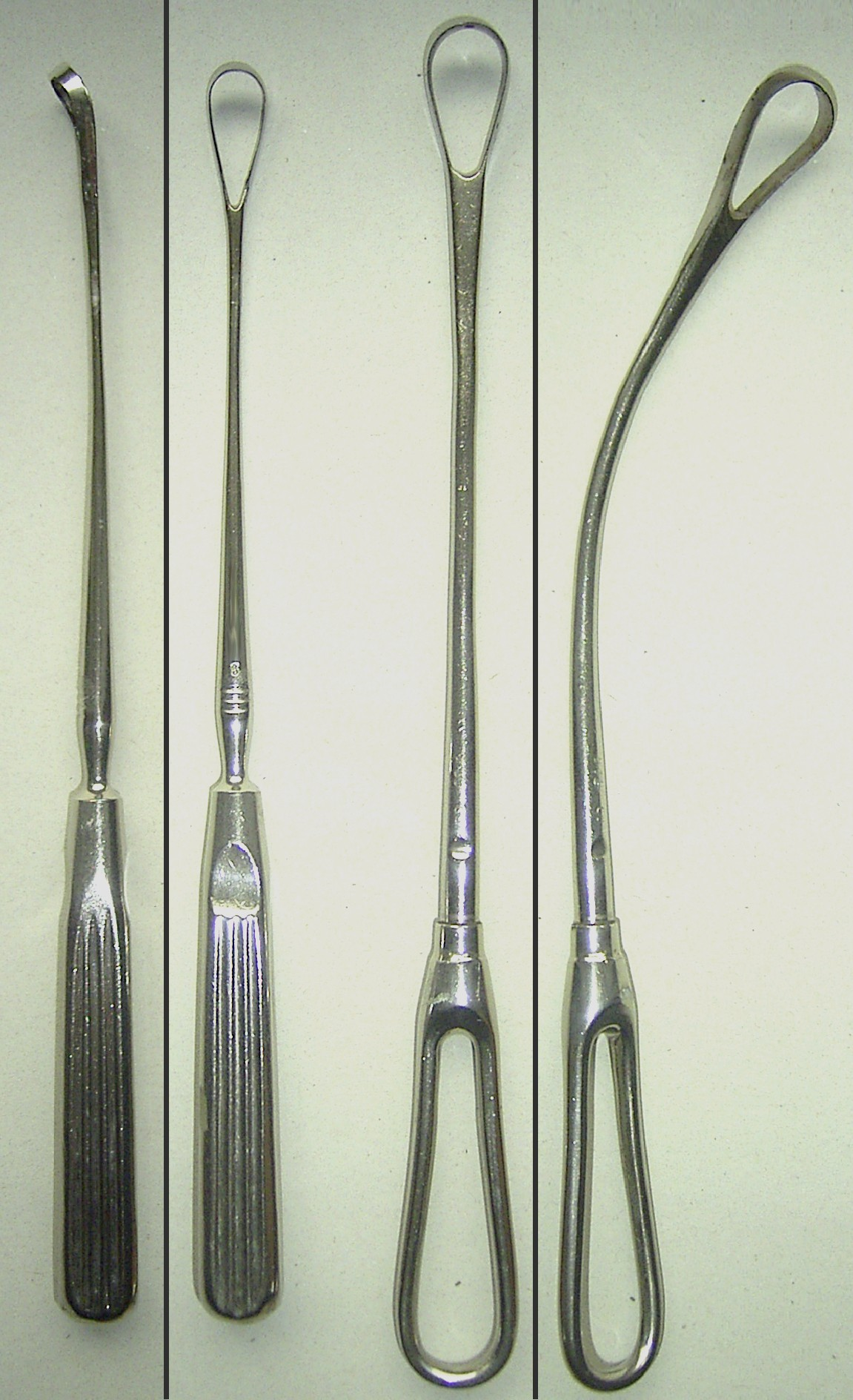
Гинекологические кюретки для выскабливания, слева вид петли сбоку. Возле ручки имеются отметины для определения направления рабочей (режущей) кромки во время процедуры

Дилатация и кюретаж (от лат. dilato — расширять и франц. curette — скребок), также острый кюретаж, в обиходе «выскабливание» — одна из хирургических технологий проведения аборта. В процессе дилатации и кюретажа врач сначала расширяет канал шейки матки (дилатация), а затем выскабливает стенки матки при помощи кюретки (кюретаж).
В России дилатация и кюретаж — самый известный и широко распространённый метод проведения аборта. Этим методом выполняется 80—90 % абортов в первом триместре. Тем не менее, Всемирная организация здравоохранения относит его к менее безопасным и устаревшим методам, рекомендуя применять вместо этого вакуумную аспирацию и/или медикаментозные способы.

## Процедура
Аборт методом дилатации и кюретажа проводится только в условиях стационара. В России его используют как в первом, так и во втором триместре беременности. Процедура проводится, как правило, под общей анестезией.
Дилатация, или расширение канала шейки матки, обычно проводится при помощи металлических расширителей (бужей). ВОЗ рекомендует проводить вместо этого медикаментозную подготовку к аборту, провоцируя самопроизвольное раскрытие шейки матки специальными препаратами, — в этом случае значительно уменьшается опасность травмирования шейки матки и развития впоследствии цервикальной недостаточности.
После раскрытия шейки матки врач выскабливает кюреткой плодное яйцо вместе с плацентой и слизистой оболочкой матки. На поздних сроках беременности для отделения и извлечения частей плода могут потребоваться дополнительные хирургические инструменты.

## Дилатация и кюретаж и вакуумная аспирация
В ряде случаев в России после аборта методом вакуумной аспирации проводят так называемый контрольный кюретаж матки. Однако, по мнению экспертов и международного медицинского сообщества, при мануальной вакуумной аспирации, когда для отсоса плодного яйца используется прозрачный шприц, в контрольном кюретаже нет необходимости — более того, он нивелирует преимущества атравматичного метода вакуумной аспирации.
По данным ВОЗ, частота осложнений после дилатации и кюретажа в 2−3 раза превышает частоту осложнений после вакуумной аспирации. ВОЗ рекомендует принимать всевозможные меры к замене процедуры дилатации и кюретажа на вакуумную аспирацию для повышения безопасности и качества оказываемой помощи.
В больнице города Углегорска Сахалинской области после внедрения мануальной вакуумной аспирации в качестве замены процедуре дилатации и кюретажа частота неполного аборта уменьшилась с 2,1 до 0,74 %, повреждений шейки матки — с 0,6 до 0,53 %, продолжающейся беременности — с 2,4 до 0,85 %, гематометры — с 6,8 до 1,91 %, воспалительных заболеваний органов малого таза — с 4,8 до 2,77 %. Врачи больницы отметили, что мануальная вакуумная аспирация выполняется быстрее и легче переносится женщинами.

## Возможные осложнения
Вероятность осложнений после операции дилатации и кюретажа зависит от срока беременности и качества выполнения процедуры. Риск осложнений при хирургическом аборте также связан со сроками проведения операции: так, вероятность перфорации стенки матки возрастает на 20 % каждые две недели беременности.
Возможные осложнения аборта подразделяют на три группы: ранние, поздние и отдалённые.
Ранние (во время аборта или спустя 1 неделю)
- перфорация матки — повреждение матки хирургическими инструментами, образование в стенке матки сквозного отверстия;
- гематометра — накопление крови в полости матки вследствие послеоперационного кровотечения на фоне плохого сокращения миометрия и неадекватно проведённого гемостаза;
- неполный аборт — неполное изъятие плаценты и частей плода. Клинически проявляется продолжающимся кровотечением, болезненными схватками, плохим сокращением матки. Требует повторного выскабливания полости матки (реабразии). С сохранением частей плода или плаценты в матке связано такое отдалённое осложнение, как плацентарный полип (гестационная трофобластическая болезнь).
- несостоявшийся аборт — частный случай неполного аборта, когда происходит полное оставление отторгнутого плода в полости матки;
- разрывы шейки матки: Могут быть двух степеней выраженности: надрывы влагалищной части и разрывы стенки шейки матки. Без ушивания в исходе разрыва шейки матки — истмико-цервикальная недостаточность, эктропион, шейно-влагалищный свищ.
- Острая кровопотеря.

Поздние (1 неделя — 1 месяц).
- К поздним осложнениям абортов относят гинекологическую инфекцию всех степеней по классификации Бартельса-Сазоновой вплоть до гинекологического сепсиса: метроэндометрит, обострение хронического аднексита, пиосальпинкс, сальпингоофорит, пиометра, параметрит.

Отдалённые (позднее 1 месяца).
- Нарушения овариально-менструального цикла
- Плацентарный полип
- Синдром Ашермана
- Истмико-цервикальная недостаточность, эктопии шейки матки
- Эндометриоз
- Нарушение проходимости маточных труб
- Изоиммунизация по Rh-фактору Rh-отрицательных женщин. Резус-иммунизация происходит при прерывании беременности после 10 недель (когда фактор уже синтезируется) у 64,5 % женщин после выскабливания полости матки и у 48,8 % после вакуум-аспирации. Профилактика этого осложнения заключается в введении антирезусного иммуноглобулина не позднее 72 часов от операции.
- Отягощение течения последующей беременности.
- Возможная причина вторичного бесплодия после аборта- удаление значительной части базального слоя слизистой оболочки матки. В редких случаях возникает маточная форма аменореи.[источник не указан 1850 дней]